# Disophrys nigriceps
Disophrys nigriceps är en stekelart som beskrevs av Henri Saussure 1892. Disophrys nigriceps ingår i släktet Disophrys och familjen bracksteklar. Inga underarter finns listade i Catalogue of Life.